# Kale jonker

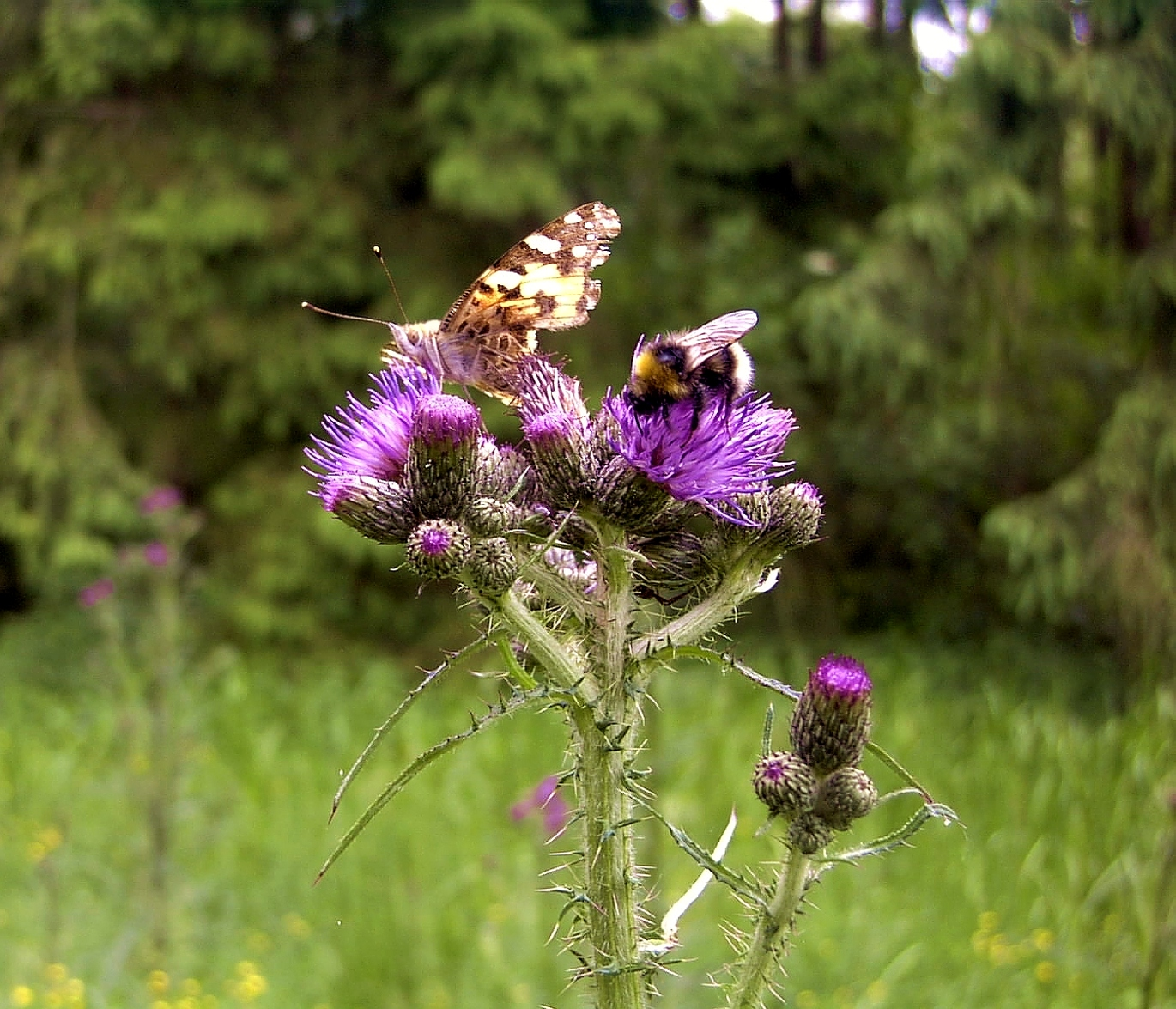

De kale jonker (Cirsium palustre) is een twee- of meerjarige vederdistel uit de onderfamilie Carduoideae van de composietenfamilie. Ze overwintert met winterknoppen onder of net boven de grond. Ze is monocarp.

## Beschrijving
De 60-120 cm hoge plant is zeer algemeen op open, vochtige omgewerkte grond. Langs de stengel staan de stekelige, tot aan de top gevleugelde bladeren. Deze bladeren zijn bochtig veerspletig, met twee- of drielobbige slippen. De stengel is meestal hooguit aan de top vertakt.
De roodpaarse bloemhoofdjes zijn kort gesteeld en staan in kluwens. Zeldzaam komen ook witte bloemhoofdjes voor. De kluwens zijn vrijwel bladloos. De bloeiperiode valt in de periode juni tot en met september. De omwindselbladen zijn vaak paars aangelopen en zwak stekelig.
Kale jonker kan hybridiseren met Spaanse ruiter (Cirsium dissectum). Deze zeldzame hybride, Cirsium ×forsteri, komt voor in blauwgraslanden, waar Spaanse ruiter en kale jonker samen voorkomen.

## Ecologie
De kale jonker komt voor in vochtige tot zeer vochtige graslanden op mesotrofe bodems.

### Plantengemeenschap
Kale jonker is een kensoort voor de pijpenstrootje-orde (Molinietalia), een orde uit de klasse van matig voedselrijke graslanden.

### Waardplant
Kale jonker is een waardplant voor onder andere Aethes cnicana, Epiblema cirsiana, Scrobipalpa acuminatella, Scrobipalpa pauperella en in Finland voor Autographa gamma.

## Verspreiding
Het verspreidingsgebied beslaat Noord- en Centraal-Europa, en loopt in Azië door tot in West-Siberië. In Midden-Siberië is ze zeldzaam. In Noord-Amerika is ze ingevoerd.